# 1743年の相撲
1743年の相撲（1743ねんのすもう）は、1743年の相撲関係のできごとについて述べる。

## 興行
- 5月場所（京都相撲）[1]
  - 興行場所:二条川畑
- 5月場所（大坂相撲）[2]
  - 興行場所:大坂堀江